# 16 iunie
ianuarie • februarie • martie  • aprilie  • mai  • iunie  • iulie  • august  • septembrie  • octombrie  • noiembrie  • decembrie
16 iunie este a 167-a zi a calendarului gregorian și ziua a 168-a în anii bisecți. Mai sunt 198 de zile până la sfârșitul anului.

## Evenimente
- 1462: Vlad Țepeș a condus un atac surpriză, de noapte, asupra taberei otomane (nu se cunoaște numele localității unde s-a petrecut lupta), provocând mari pierderi inamicului și o mare debandadă; trupele lui Vlad Țepeș s-au retras apoi la nord de Târgoviște.
- 1567: Regina Mary I a Scoției este închisă în castelul Loch Leven.
- 1599: Mihai Viteazul încheie, la Târgoviște, un tratat cu trimișii lui Andrei Bathory, acceptând să fie inclus în pacea cu otomanii, pentru a câștiga timpul necesar în vederea finalizării pregătirilor pentru a neutraliza ostilitățile Porții.
- 1671: Rebelul cazac Stenka Razin este executat la Moscova.
- 1815: Armata franceză a obținut victoria asupra armatei prusace în Bătălia de la Ligny.
- 1815: Armata franceză a obținut victoria tactică asupra armatei anglo-aliate la Bătălia de la Quatre Bras.
- 1864: Prin protocolul de la Constantinopol, puterile garante recunosc dreptul statului român de a-și modifica legiuirile interne fără o prealabilă aprobare din partea lor.
- 1903: Fondarea, la Detroit, a Companiei „Ford Motor Company", de către Henry Ford.
- 1913: A fost declanșat cel de-Al Doilea Război Balcanic, între foștii aliați (Bulgaria împotriva Greciei, Serbiei și Muntenegrului), cărora li se va alătura România și Turcia (16-29).
- 1940: Al Doilea Război Mondial: Franța cere armistițiu, încheiat la 22 iunie cu Germania și, la 24 iunie, cu Italia.
- 1940: Guvernul condus de Paul Reynaud a demisionat. Mareșalul Philippe Petain a preluat conducerea noului guvern francez.
- 1955: Papa Pius al XII-lea îl excomunică pe Juan Perón.
- 1958: În noaptea de 16/17 iunie au fost condamnați la moarte și executați organizatorii revoluției anticomuniste, din 1956, din Ungaria (Imre Nagy, Pal Maleter, Miclos Gimes); au fost reabilitați juridic în iunie 1989, iar la 16 iunie 1989 au avut loc funeraliile naționale ale lui Imre Nagy.
- 1963: A fost lansată nava cosmică Vostok-6, pilotată de Valentina Terescova, prima femeie cosmonaut.
- 1964: Au fost grațiați deținuții politici din România.
- 1977: Leonid Brejnev devine președinte al URSS.
- 1983: Iuri Andropov devine președinte al URSS.
- 1990: În cadrul unei ședințe de guvern au fost analizate Manifestațiile din Piața Universității. Președintele și Guvernul cer intervenția armată și sprijinul populației.
- 1991: A fost inaugurat al doilea Pod de Flori.
- 1995: Un măslin adus din Israel și oferit Papei Ioan Paul al II-lea a fost plantat în gradina Vaticanului pentru a marca prima aniversare a stabilirii relațiilor diplomatice între Sfântul Scaun și statul evreu.
- 2004: O echipă de cercetători de la Universitatea din Innsbruck (Austria) a publicat, în revista de știință „Nature",  un articol în care anunța realizarea primei „teleportări"; experimentul nu presupunea deplasarea dintr-un spațiu în altul, ci transferarea proprietăților fizice ale unui foton unui alt foton, instantaneu, fără a exista nici o cale de comunicare între cele două particule de lumină.
- 2005: Al IV-lea Congres Internațional de Cardiologie Intervențională. (Târgu Mureș, 16-18).
- 2005: Companiile Electro-Motive Diesel (EMD) și CFR Călători lansează pe piață prima serie de locomotive Diesel electrice clasa 621 modernizate.
- 2005: Premieră națională a unei piese de teatru în limba rromani, „Zurinka", de Ziua Mondială a Limbii Rromani, stabilită de UNESCO pentru data de 16 iunie. (Teatrul „Ariel" din Târgu Mureș)
- 2005: Președintele Traian Băsescu și premierul Călin Popescu-Tăriceanu participă la reuniunea Consiliului European de vară. Șeful statului român are o întrevedere cu regele Belgiei, Albert al II-lea. Este prima dată când România și Bulgaria participă, în calitate de observator, la lucrările Consiliului European (Bruxelles, 16-17)

## Nașteri
- 1313: Giovanni Boccaccio, scriitor italian (d. 1375)
- 1583: Axel Oxenstierna, om politic suedez (d. 1654)
- 1612: Murad al IV-lea, sultan otoman (d. 1640)
- 1613: John Cleveland, poet englez (d. 1658)
- 1723: Adam Smith, economist scoțian (d. 1790)
- 1801: Julius Plücker, matematician, fizician german (d. 1868)
- 1857: Arthur Arz von Straussenburg, general-colonel, ultimul șef al Marelui Stat Major al armatei austro-ungare (d. 1935)
- 1858: Regele Gustav al V-lea al Suediei (d. 1950)
- 1875: Fredrik Ljungström, inginer, constructor și industriaș suedez (d. 1964)
- 1884: Nicolae Dăscălescu, general român (d. 1969)
- 1890: Nae Ionescu, logician, filosof și publicist român (d. 1940)
- 1890: Stan Laurel (Arthur Stanley Jefferson), actor american (d. 1965)
- 1891: Vladimir Albițki, astronom sovietic (d. 1952)
- 1897: Georg Wittig, chimist german, laureat al Premiului Nobel (d. 1987)
- 1902: Barbara McClintock, genetician american, laureată, în 1983, a Premiului Nobel pentru Medicină (d. 1992)
- 1913: Ion Banu, filosof român, membru al Academiei Române (d. 1993)
- 1925: Anatol E. Baconsky, poet, prozator, eseist, traducător român (d. 1977)
- 1925: Jean d’Ormesson, scriitor și jurnalist francez (d. 2017)
- 1928: Sergiu Comissiona, dirijor român de etnie evreiască stabilit în S.U.A. (d. 2005)
- 1929: Sabah Al-Ahmad Al-Jaber Al-Sabah, emirul Kuweitului între 2006-2020 (d. 2020)
- 1930: Ion Siminie, actor român
- 1931: Alexandru Vulpe, istoric și arheolog român, membru corespondent (1996) al Academiei Române (d. 2016)
- 1936: Zina Dumitrescu, creatoare de modă, "mama modei din România" (d. 2019)
- 1937: Erich Segal, scriitor american (d. 2010)
- 1937: Simeon al II-lea al Bulgariei
- 1940: Melania Ursu, actriță română (d. 2016)
- 1946: Cornel Penu, handbalist român
- 1947: Ștefan Agopian, prozator și publicist român
- 1952: Aleksandr Zaițev, patinator rus
- 1954: Marian Constandache, scriitor român
- 1969: Bogdan Pătruț, informatician român
- 1961: Rui Barreira Zink, scriitor portughez
- 1971: Tupac Shakur, cântareț american de hip-hop (d. 1996)
- 1973: Eddie Cibrian, actor american
- 1998: Lauren Taylor, cântăreață, compozitoare și actriță americană
- 2000: Bianca Andreescu, tenismană canadiană

## Decese
- 1216: Papa Inocențiu al III-lea
- 1671: Stenka Razin, lider insurgent cazac, executat de autoritățile ruse (n. 1630)
- 1722: John Churchill, Duce de Marlborough (n. 1650)
- 1742: Louise Elisabeth de Orléans, soția regelui Ludovic I al Spaniei (n. 1709)
- 1873 (S.V.): Andrei Șaguna, lider al luptei de eliberare națională a românilor din Transilvania (n. 1809)
- 1900: François d'Orléans, prinț de Joinville, fiul cel mic al regelui Ludovic-Filip al Franței (n. 1818)
- 1918: Bazil G. Assan, inginer și explorator român (n. 1860)
- 1925: Lucie Cousturier, pictoriță franceză (n. 1876)
- 1927: Harry Moger, fotbalist englez (n. 1879)
- 1940: Richard Maguet, pictor francez (n. 1896)
- 1944: Marc Bloch, istoric francez (n. 1886)
- 1948: Mircea Damian, prozator și publicist român (n. 1899)
- 1958: Imre Nagy, politician maghiar, executat de autoritățile comuniste (n. 1895)
- 1977: Wernher von Braun, inginer german (n. 1912)
- 1979: Costache Antoniu, actor român (n. 1900)
- 2000: Împărăteasa Kōjun, soția împăratului Hirohito al Japoniei (n. 1903)
- 2003: Emanuel Elenescu, compozitor și dirijor român (n. 1911)
- 2006: Igor Śmiałowski, actor polonez (n. 1917)
- 2008: Mario Rigoni Stern, scriitor italian (n. 1921)
- 2017: Helmut Kohl, politician german, cancelar al Republicii Federale Germania (n. 1930)
- 2022: Alexandru Lulescu, actor român (n. 1932)

## Sărbători
- Sf. Ierarh Tihon al Amatundei, făcătorul de minuni; Sf. Mc. Marcu Episcopul (calendar ortodox)
- Ziua Internațională de Solidaritate cu Popoarele Luptătoare din Africa de Sud – „Ziua Soweto" (proclamată de Adunarea Generală a ONU în memoria victimelor represaliilor rasiste de la Soweto, 16 iunie 1976)
- Ziua Copilului African (se marchează din 1991, la inițiativa Organizației Unității Africane și a UNICEF)
- Ziua Mondială a Limbii Rromani, stabilită de UNESCO
- Paraguay: Ziua Păcii Chaco (1836)